# Alexandra Kwiatkowska-Viatteau
Alexandra Kwiatkowska-Viatteau, née en 1948 à Cracovie, est une universitaire et journaliste française d'origine polonaise, spécialiste de l'histoire de la Pologne contemporaine et de l'Union soviétique.

## Biographie

### Formation
Alexandra Kwiatkowska-Viatteau est une ancienne élève de l'Institut d'études politiques de Paris. Sa thèse soutenue à la Fondation nationale des sciences politiques portait sur « Novy Mir et le non-conformisme en URSS ».
Elle a aussi un doctorat en études slaves de l'université Paris IV-Sorbonne (qualification de maître de conférences en 1992).

### Parcours professionnel
De 1987 à 2002, elle a enseigné les sciences de l'information à l'Institut français de presse de l'université Paris II ; de 2003 à 2006, a été chargée de cours au département des Aires culturelles et politiques de l'université de Marne-la-Vallée 
Elle a été correspondante du quotidien La Croix notamment à Rome et au Vatican, de 1983 à 1988. Elle a également travaillé aux émissions en langue polonaise de Radio France internationale, au Matin de Paris, à Presse actualité et à La Quinzaine européenne.
Depuis 2000, elle est une contributrice régulière du site internet Diploweb.com.

## Publications
- Katyń, L’armée polonaise assassinée, Bruxelles, Éditions Complexe, 1982[5],  (ISBN 2-87027-093-3)
- Katyń, L’armée polonaise assassinée, Bruxelles, Éditions Complexe, 1992  (ISBN 2-87027-310-X)

- 1944 - Varsovie insurgée, Bruxelles, Éditions Complexe, 1984  (ISBN 978-2-87027143-8)
- Staline assassine la Pologne, 1939-1947, Seuil, 1999  (ISBN 2-02023171-9)
- (dir.), L'Insurrection de Varsovie, la bataille de l'été 1944, Presses universitaires de Paris-Sorbonne, 2003  (ISBN 2-84050271-2)
- La Société infantile, Hora Decima, 2007  (ISBN 978-2-91584410-8) (www.hora-decima.fr)
- Katyń : La vérité sur un crime de guerre, Bruxelles, André Versaille éditeur, 2009  (ISBN 978-2-87495052-0)
- Pologne entre l'Est et l'Ouest, Hora Decima, 2009  (ISBN 978-2-91584415-3) (www.hora-decima.fr)

## Distinctions
- 2011 : Ordre du Mérite de la République de Pologne (Croix d'Officier)[6]